# Krasne, Hornostaiivka
Krasne (în ucraineană Красне) este un sat în comuna Cervonoblahodatne din raionul Hornostaiivka, regiunea Herson, Ucraina.

## Demografie
Componența lingvistică a localității Krasne
     Ucraineană (64,2%)
     Rusă (4,83%)
     Alte limbi (0,28%)
Conform recensământului din 2001, majoritatea populației localității Krasne era vorbitoare de ucraineană (64,2%), existând în minoritate și vorbitori de rusă (4,83%).